# Philipp Zulechner
Philipp Zulechner (Vienna, 12 aprile 1990) è un ex calciatore austriaco, di ruolo attaccante.

## Carriera

### Club
Dopo aver giocato nella seconda squadra del Salisburgo, nel 2010 passa al Grödig e a stagione in corso si trasferisce all'Horn, in cui resta fino al 2013. In quell'anno, infatti, torna al Grödig.
Il 24 gennaio 2014 viene ceduto al Friburgo
Il 15 gennaio 2015 viene dato in prestito alla squadra austriaca dell'Austria Vienna.

### Nazionale
Esordisce in nazionale il 19 novembre 2013 nell'amichevole vinta per 1-0 sugli Stati Uniti.

## Palmarès

### Club

#### Competizioni nazionali
- Coppa d'Austria: 1

Sturm Graz: 2017-2018